# Международный исследовательский институт продовольственной политики
Международный исследовательский институт продовольственной политики (МИИПроП) был основан в 1975 году для разработки политических решений в сфере создания устойчивой продовольственной обстановки в развивающихся странах. МИИПроП получает средства для работы от правительств, частных учреждений, международных и региональных организаций, осуществляет свою деятельность под эгидой Консультативной группы по международным сельскохозяйственным исследованиям (КГМСИ). МИИПроП является одним из 15-ти исследовательских центров КГМСИ.
Известен работой над Общим определителем голода (ООГ).
- Определитель голода 2009 (англ.)
- МИИПроП (англ.)